# Fernando Bulnes
Fernando Bulnes   (Tegucigalpa, 21 d'octubre de 1946) fou un futbolista hondureny de la dècada de 1970.
A nivell de club destacà com a jugador de Olimpia.
Fou internacional amb la selecció de futbol d'Hondures amb la qual participà a la copa del Món de futbol de 1982.